# Drogön Chögyal Phagpa
Drogön Chögyal Phagpa (tibétain : འགྲོ་མགོན་ཆོས་རྒྱལ་འཕགས་པ་, Wylie : gro mgon chos rgyal ’phags pa, THL : drogön chögyal phagpa) ; aussi écrit Dongon Choegyal Phakpa, Dromtön Chögyal Pagpa, etc., mongol cyrillique : Пагва лам (Pagva lam) ; chinois : 八思巴 ; pinyin : bāsībā), (1235 — 22 décembre 1280) fut le 5e chef de l’école Sakyapa du bouddhisme tibétain. Proche de l'empereur mongol Kubilai Khan dirigeant la Chine sous la dynastie Yuan, celui-ci lui confia la création de l'écriture phagpa et le gouvernement religieux et temporel du Tibet.
Le frère de Phagpa, Chakna Dorjé épouse Mokhdun (zh), fille de Godan Khan.[réf. nécessaire]

## Carrière
En 1244 à l'âge de dix ans, Phagpa suivit son oncle Sakya Pandita au Khökhnuur à la cour du prince Godan (ou Köden), conquérant mongol du Tibet, où ils arrivèrent en 1247. Il avait en chemin prononcé ses vœux de novice au Jokhang de Lhassa devant le bouddha Jowo. Il apprit le mongol qui utilisait, au moins depuis l'époque de Gengis Khan (1155/1162 — 1227), un alphabet inspiré de l’alphabet ouïghour et assista son oncle dans la création d’une nouvelle écriture destinée à transcrire dans cette langue les textes bouddhiques. Sakya Pandita, qui s'était vu confier l'autorité temporelle sur les « treize myriarchies » (Trikor Chuksum) du Tibet central, fit de Phagpa son héritier,. C'est grâce au fait que Phagpa parlait la langue mongole, qu'il a pu apprendre les enseignements bouddhistes à l'empereur Kubilaï Khan, qui finira par se convertir au bouddhisme, en 1258, après que celui-ci ait été attiré par le Chan durant ses jeunes années.
En 1253, Phagpa fut requis auprès de Kubilai Khan qu'il initia au tantra de Hevajra, après que celui-ci demanda à Godan de lui envoyer un maître pour lui enseigner le bouddhisme.  À seulement, 18 ans, Phagpa devient alors le conseiller du petit-fils de Gengis Khan. Kubilaï Khan nomma Phagpa son maître (guru) en tantrisme après sa conversion. Érudit et talentueux, il aurait vaincu le taoïste Qiu Chuji en débat en 1255. En 1260, Kubilai devint Khan des Mongols après la mort de son frère Möngke. Il nomma cette même année Chögyal Phagpa chef des affaires bouddhistes (dishi, 帝师 / 帝師, dìshī, titre proche du guoshi). La disparition de Möngke puis la victoire de Kubilai sur Ariq Böke (1264) permirent ainsi aux Sakya de s’établir en tant que pouvoir politique prééminent au Tibet, évinçant leurs concurrents Karma Kagyu menés par Karma Pakshi. Après avoir démarché Kubilai sans succès, ce dernier s’était rapproché des rivaux du Khan et pâtit de leur défaite. Selon les Mongols actuels, Phagpa fut le premier à « inaugurer la théologie politique de la relation entre l'État et la religion dans le monde bouddhiste tibéto-mongol »,. Sakya Densa, le monastère siège, resta la capitale du Tibet jusqu'au milieu du XIVe siècle où la province centrale de Ü fut prise par un myriarche allié aux Phagmodrupa, marquant le « commencement de la fin de la période de pouvoir des Sakyapas au Tibet central »,.
En 1264, Kubilai créa la commission de contrôle à Khanbalik (aujourd'hui Pékin), nommée en chinois 总制院 / 總制院, zǒngzhìyuàn puis 宣政院, xuānzhèngyuàn, chargée des affaires bouddhiques de l'empire et du contrôle administratif et militaire du Tibet, dont Chögyal Phagpa prit la tête, devenant vice-roi du Tibet[citation nécessaire]. Son frère ou cousin Chhana venu avec lui enfant à la cour de Köden, devenu gendre de Kubilai, fut nommé pon chen, gouverneur effectif du pays. Le vice-roi[citation nécessaire], le gouverneur et sa suite, vêtus à la mongole, arrivèrent au Tibet en 1264-65 dotés par le Khan de 16 000 kilos d'or et d'argent et d'une grande quantité de soieries. Un système de 27 relais de poste à travers le Tibet, partant du monastère de Tanduk et aboutissant à celui de Sakya, avait été établi spécialement pour permettre leur voyage.
En 1267, la mort prématurée de Chhana fut pour l'école Drikung Kagyu une occasion de révolte, qui fut contrée à l'aide d’une armée mongole. 
En 1269, après avoir mis en place au Ü-Tsang l’administration prévue par les Mongols, Phagpa revint à Khanbalik et présenta à l'empereur l'écriture Phagspa qu’il lui avait commandée. L'empereur Kubilaï Khan, satisfait avec la création de Drogön Chogyal Phagpa qui a dû adapter l'écriture tibétaine aux besoins des mongols parce que les idéogrammes chinois étaient très complexes, nomma celle-ci comme écriture officielle de l'empire. En 1270, Kubilai reçut l'initiation et nomma Chögyal Phagpa précepteur impérial (帝师 / 帝師, dìshī) et grand maître du Dharma (大宝法王 / 大寶法王, dàbǎo fǎwáng)- fǎwáng, signifiant pape en chinois est le titre suprême pour le clergé tibétain dans la terminologie chinoise. En 1271, Phagpa se rendit à Lintao, dans l'actuelle province du Gansu, pour se rapprocher de Hezhou, siège du gouvernorat du Tibet, et fit bâtir des monastères Sakya dans la région. Son disciple Tenpa le remplaça provisoirement à la cour.
En 1274, il retourna au Tibet où il mourut quatre ans plus tard. Il avait dû affronter l'hostilité du pon chen Kunga Zangpo — pourtant Sakyapa — et ce dernier fut accusé de l'avoir empoisonné. Devant ces signes de lutte interne chez ceux à qui il avait confié le contrôle du Tibet, l'empereur Yuan décida de transférer le gouvernorat sur le territoire même de U-Tsang. Le moine Senge († 1291) que Phagpa avait distingué fut nommé à la tête des affaires bouddhistes et Dharmapalaraksita, fils de Chhana, reprit le titre de précepteur impérial.

## Écriture phags-pa

Billet de banque de 1287 et sa matrice, sous la dynastie Yuan, comportant écriture phagspa et hanzi.

Kubilai Khan demanda à Phagpa de concevoir une nouvelle écriture qui permettrait de transcrire toutes les langues de son empire. En réponse, Phagpa modifia l'écriture tibétaine pour créer une nouvelle série de caractères appelée depuis écriture phags-pa, dans le but d'unifier l'écriture des langues mongoles et de celles de leurs alliés khitan et jurchen, puis de l'adapter à la prononciation des langues han. L'adaptation à la langue mongole se termine en 1268 et des écoles sont établies pour l'enseigner en 1269. Des écoles sont établies pour l'enseigner auprès des enfants des officiers chinois, une probable adaptation aux langues chinoises en 1272.
L'écriture est abandonnée à la chute de la dynastie Yuan.,, mais fut utilisée pendant 110 ans sur des documents et commandes officielles. 
Gari Ledyard (en) pense qu’elle a influencé le développement du hangeul, l'écriture coréenne moderne, créée vers 1443 sous le règne de Sejong le Grand.

## Marco Polo
Le journal de Phagpa à la date de 1271 mentionne un ami étranger de Kubilai Khan, qui pourrait être un des aînés des Polo ou même Marco Polo lui-même, bien qu’aucun nom ne soit donné.